# Laurissilva da Madeira
Laurissilva da Madeira este o arie protejată (arie specială de conservare — SAC, sit de importanță comunitară — SCI, arie de protecție specială avifaunistică — SPA) din Portugalia întinsă pe o suprafață de 15.462 ha, integral pe uscat.

## Localizare
Centrul sitului Laurissilva da Madeira este situat la coordonatele 32°47′08″N 17°02′05″W / 32.7855°N 17.0347°V.

## Înființare
Situl Laurissilva da Madeira a fost declarat arie de protecție specială avifaunistică în octombrie 1990 pentru a proteja 31 de specii de plante și 28 de specii de animale. Alte tipuri de protecție:
- sit de importanță comunitară (în iunie 1995)
- arie specială de conservare (în iulie 2009)[1][3][4]

## Biodiversitate
Situată în ecoregiunea , aria protejată conține 5 habitate naturale: Faleze cu floră endemică de pe coastele macaroneziene, Tufărișuri termo-mediteraneene și de pre-deșert, Păduri macaroneziene de dafin (Laurus, Ocotea), Păduri endemice cu Juniperus spp., Păduri mediteraneene de Taxus baccata.
La baza desemnării sitului se află mai multe specii protejate:
- plante (31): Bryoerythrophyllum campylocarpum, Carex malato-belizii, Chamaemeles coriacea, Cirsium latifolium, Convolvulus massonii, Culcita macrocarpa, Echinodium spinosum, Echium candicans, Geranium maderense, Goodyera macrophylla, Hymenophyllum maderensis, Marcetella maderensis, Marsupella profunda, Maytenus umbellata, Melanoselinum decipiens, Musschia aurea, Musschia wollastonii, Oenanthe divaricata, Pittosporum coriaceum, Plantago malato-belizii, Polystichum drepanum, scilla madeirensis (Scilla maderensis), Sedum brissemoretii, Semele maderensis, Sibthorpia peregrina, Sinapidendron rupestre, Teucrium abutiloides, Teucrium betonicum, Thamnobryum fernandesii, Trichomanes speciosum, Woodwardia radicans
- păsări (23): uliu păsărar (Accipiter nisus granti), Anthus berthelotii, Apus pallidus, Apus unicolor, șorecarul comun (Buteo buteo), sticlete (Carduelis carduelis), florinte (Chloris chloris), porumbel (Columba livia), Columba trocaz, prepeliță (Coturnix coturnix), măcăleandru (Erithacus rubecula), vânturel roșu (Falco tinnunculus), cinteză (Fringilla coelebs), Larus michahellis, codobatură de munte (Motacilla cinerea), Regulus madeirensis, sitar de pădure (Scolopax rusticola), Serinus canaria, turturică (Streptopelia turtur), silvie cu cap negru (Sylvia atricapilla), Sylvia conspicillata, mierlă (Turdus merula), strigă (Tyto alba)
- nevertebrate (5): Discus guerinianus, Leiostyla abbreviata, Leiostyla cassida, Leiostyla gibba, Leiostyla lamellosa

Pe lângă speciile protejate, pe teritoriul sitului au mai fost identificate 48 de specii de plante, 3 specii de mamifere, 28 de specii de nevertebrate, 1 specie de reptile.